# 桜井斎頼
桜井斎頼（さくらい ときより）は鎌倉時代初期の信濃国の武将。百舌鳥で鷹狩をする名人であった。

## 生涯
吾妻鏡によれば元久三年（1206年）3月12日に源実朝が「桜井斎頼」の話を聞く。
齋頼は、特に鷹を飼う名人で、実朝の前で鷹を飼う秘訣や昔話などを話し、百舌鳥でさえ鷹の様に狩をさせることが出来ると話した。その証拠を見せてほしいと、桜井に依頼する。
元久三年(1206)3月13日。実朝は執権の北条義時を呼び「桜井五郎というのが居て、百舌鳥で鳥を取らせると言う、ぜひとも見てみたいのだ。でも、それは子供みたいだろうか？」
義時は「源斉頼は、鷹狩の専門家だったそうです。子孫まで伝わってれば、それは特異なことです。もし、根拠のない噂ならば、恥をかくことになるので、内緒で聞いてみましょう」と言いました。
その言葉が終わらないうちに、桜井五郎は実朝の目の前に参上し、餌袋を右の腰に下げ、百舌鳥一羽を左腕に乗せていた。
義時は興味を持ち、大江広元や三善善信達も集まってきた。
桜井は庭に出ると、百舌鳥(モズ)を行かせて、三羽を捕えました。その技に観客は感動した。
桜井が言うのには「小鳥を取るのは普通ですよ。雉でさえも行える。」
実朝は満足して、桜井に褒美に刀を与えた。